# Musineon divaricatum
Espèce
Musineon divaricatum est une espèce de plantes à fleurs de la famille des Apiacées originaire d'Amérique du Nord.